# Vladimir Dal

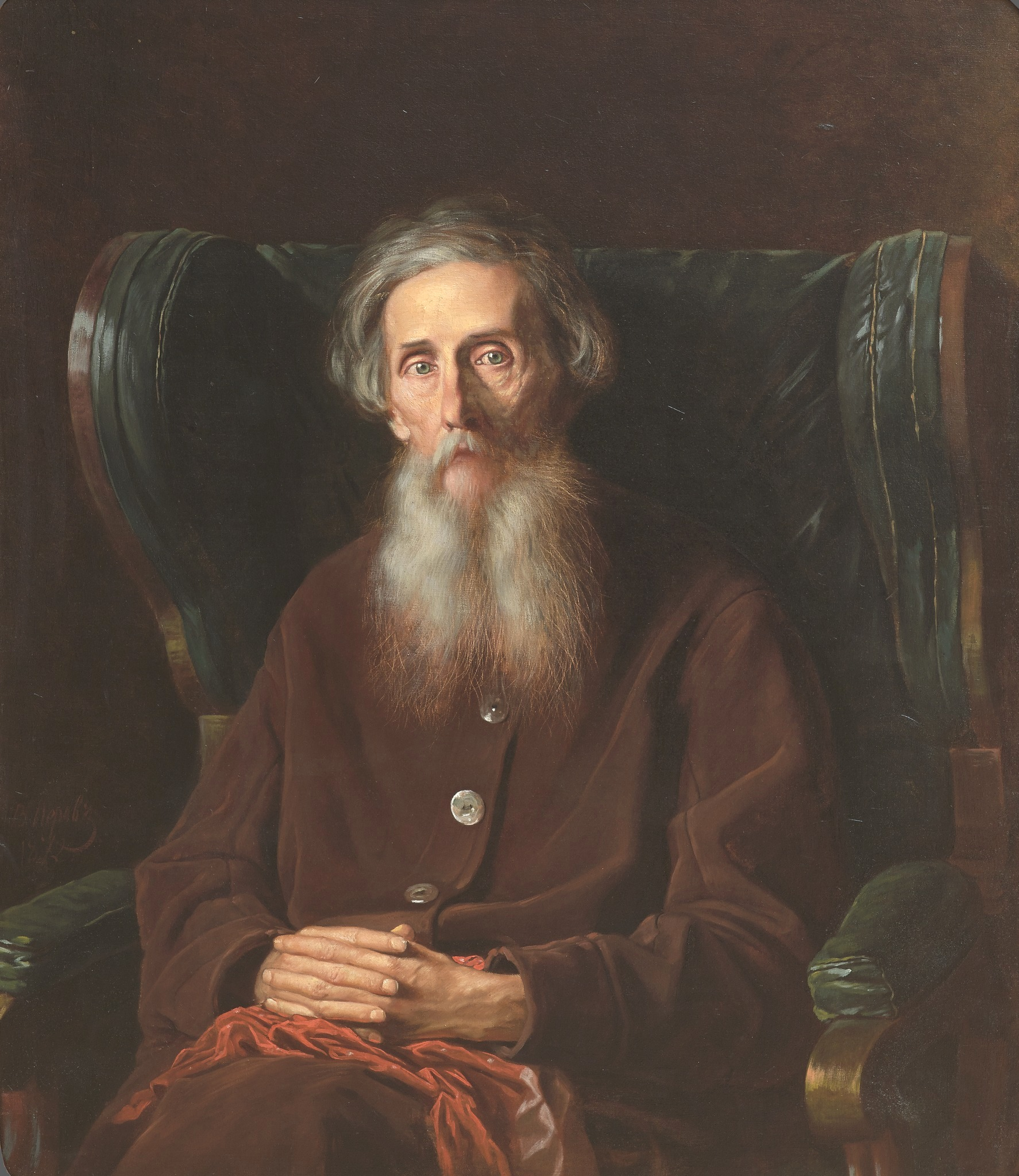
Vladimir Dal door Vasili Perov, 1872.

Vladimir Ivanovitsj Dal of Dahl (Russisch: Владимир Иванович Даль) (Loehansk, 22 november 1801 – Moskou, 4 oktober 1872) was een Russisch schrijver en lexicograaf. 

## Leven en werk
Dal was zoon van een bekende Deense linguïst en een moeder van Duits-Franse herkomst die een getalenteerd zangeres en musicus was. Dal diende van 1814 tot 1826 bij de Russische marine en rondde daarna een studie medicijnen af aan de Universiteit van Tartu.
In 1832 publiceerde Dal zijn eerste literaire werk, voornamelijk novellen. Daarin deed hij vooral etnografisch exacte beschrijvingen van eenvoudige mensen en wilde hij zijn landgenoten ‘de taal van het gewone volk leren kennen’. Dal was een goede vriend van Aleksandr Poesjkin en werd in 1838 lid van de Russische Academie van Wetenschappen.
Het hoofdwerk van Dal is zonder twijfel zijn vierdelige Verklarend woordenboek van de Groot-Russische volkstaal, dat verscheen tussen 1863 en 1866. Het was het eerste omvattende Russische woordenboek, bevatte 30.000 lemma’s, ook van dialectwoorden; het was linguïstisch van grote invloed tot ver in de twintigste eeuw, wordt heden ten dage nog steeds met regelmaat herdrukt en is inmiddels ook als online versie beschikbaar. 
De UNESCO riep het jaar 2000 uit tot het internationale jaar van Vladimir Dal.